# دروب المجد (فلم)
دروب المجد (بالإنجليزية: Paths of Glory) هو فيلم مناهض للحرب من إخراج ستانلي كوبريك، أحداثه تدور في فترة الحرب العالمية الأولى. القصة مأخوذة من رواية دروب المجد للكاتب والروائي همفري كوب.

## روابط خارجية
- مقالات تستعمل روابط فنية بلا صلة مع ويكي بيانات